# Music Bank
Music Bank — (кор. 뮤직뱅크) — южнокорейская музыкальная телевизионная программа, которая дебютировала 16 июня 1998 года на телеканале KBS2.

## Ведущие
- Рю Си Вон, Ким Джи Хо (в 1998 году)
- Рю Си Вон, Хван Ю Сон, Ким Сунг Хён, Чжу Ён Хун (в 1999 году)
- Чжу Ён Хун, Ким Гю Ри, Ли Хви Джэ, Сон Хе Гё, Ли На Ён (в 2000 году)
- Ли Хви Джэ, Ким Бо Гён (в 2001 году)
- Ли Хви Джэ, Ким Мин Сон (с 8 ноября 2001 по 18 апреля 2002 года)
- Ли Хви Джэ, Ким Мин Чон (с 25 апреля по 24 октября 2002 года)
- Рейн, Шоо (с 31 октября 2002 в 30 января 2003 года)
- Чон Джин, Шоо (с 6 февраля по 19 июня 2003 года)
- Чхве Чон Вон, Пак Чон А (с 26 июня 2003 по 11 июня 2004 года)
- Чжи Сон, Пак Ын Хе (с 18 июня по 5 ноября 2004 года)
- Намгоонг Мин, Со И Хён (с 12 ноября 2004 по 29 апреля 2005 года)
- Чжи Хён У, Ким Бо Мин (с 8 мая по 30 октября 2005 года)
- Кан Кён Джун, Пак Кён Лим (с 6 ноября 2005 по 12 марта 2006 года)
- Кан Кён Джун, Чан Хи Джин (с 26 марта по 19 ноября 2006 года)
- Хаха, Ли Со Ён (с 26 ноября 2006 по 1 апреля 2007 года)
- Хаха, Ли Хён Чжи (c 8 апреля 2007 в 1 февраля 2008 года)
- Табло, Ким Сон Ын (с 15 февраля по 16 мая 2008 года)
- Табло, Мин Со Хён (с 23 мая по 8 августа 2008 года)
- Ю Сэ Юн, Со Ин Ён (с 29 августа 2008 по 9 января 2009 года)
- Ю Сэ Юн, Парк Ын Ён (с 16 января по 31 июля 2009)
- Сонг Ёонг Хы, Со Хё Рим (c 7 августа 2009 по 19 ноября 2010 года)
- Хён У, Со Мин Джи (с 3 декабря 2010 по 21 октября 2011 года)
- Хён У, Юи (с 28 октября по 11 ноября 2011 года)
- Тим, СоХи, Сонние (18 ноября 2011 года)
- Шиндонг, СоХи, Сонние (25 ноября 2011 года)
- Минхо, СоХи, Юбин (2 декабря 2011 года)
- Минхо, СоХи, Сонние (9 декабря 2011 года)
- Шиндонг, Соээ, Юбин (16 декабря 2011 года)
- Чон Ён Хва, Чхве Ши Вон, Юн Дуджун, Чон Хён Му (23 декабря 2011 года)
- Ли Чан У, Юи (c 6 января 2012 по 29 марта 2013 года)
- Ли Чан У, Кан Мин Гён (5 апреля 2013 года)
- Чжин Ун, Пак Се Ён (с 12 апреля по 4 октября 2013 года)
- Сылон, Пак Се Ён (6 сентября 2013 года)
- Сеулонг, Пак Се Ён (11 октября 2013 года)
- Чжо Квон (18 октября 2013 года)
- Пак Со Джун, Юн Бора (25 октября 2013 по 30 апреля 2015 года)
- Айрин, Пак Бо Гом (с 1 мая 2015 года)
- Пак Бо Гом, Ви, Ким Химчан (4 декабря 1015 года)
- Кан Мин Хек, Ан Соль-бин (с 1 июля 2016 по 4 ноября 2016 год)
- Кан Мин Хек, Ан Соль-бин, Сон Донун (15 июля 2016 год)
- Ан Соль-бин, Ли Со вон (с 11 ноября 2016 год по 11 мая 2018 год)
- Ан Соль-бин, Тхэмин (1 июня 2018 год)
- Чхве Бо мин, Син Е Ын (с 5 июля 2019 по 17 июля 2020 год)
- Арин, Субин (с 24 июля 2020 год по 1 октября 2021 год)
- Сонхун, Чан Вон Ён (с 8 октября 2021 по 2 сентября 2022 год)
- Чан Вон Ён и Ли Чхэ Мин (с 8 октября 2022 по 13 января 2023 год)
- Ли Чхэ Мин и Хон Ынчхэ (с 23 февраля 2023 по 3 мая 2024 год)
- Хон Ынчхэ и Мун Санмин (с 31 мая 2024 по 27 сентября 2024 год)
- Мун Санми и Пак Минджу (с 4 октября по н.в.)

## Похожие программы
- SBS Inkigayo
- MBC Show! Music Core
- Mnet M! Countdown
- Arirang TV Pops in Seoul
- Arirang TV Simply K-Pop
- JTBC Music On Top
- MBC Music Show Champion
- SBS MTV The Show
- CCTV-15 Global Chinese Music Chart